# Galačani
Galačani ali Galati (grš. Galátai; lat. Galatae, Galati, Gallograeci; grš. Galátes = "Gali") je ime enega od keltskih plemen, ki se je v začetku 3. stoletja pr. n. št. naselilo v Galatiji v Mali Aziji.
Danes so najbolj znani po Poslanici Galačanom, ki jim jo je poslal Sveti Pavel.

## Zgodovina
Leta 278 pr. n. št. so jih iz Evrope najeli kot najemniško vojsko, da bi uredili razmere v Bitinijskem kraljestvu, ki ga je razdirala državljanska vojna. Zelo hitro so se izmaknili nadzoru in začeli ropati za lasten račun, kar je povzročilo opustošenje med sosednjimi helenističnimi državami. Takrat so začeli ropati po zahodni Anatoliji, dokler jih ni leta 275 pr. n. št. porazil cesar Selevkidskega cesarstva Antioh I. Soter z bojnimi sloni. Takrat so se umirili in naselili v okolici današnje Ankare, od takrat se ta pokrajina po njih imenuje Galatija.
Galati so po tem, ko so postali zavezniki Selevkidskega cesarstva v vojni proti Rimski republiki pozimi 190 pr. n. št. / 189, nase priklicali rimsko kazensko ekspedicijo - 189 pr. n. št. Od spopada z rimsko vojsko si niso nikoli opomogli. Po tem so prišli pod vladavino Pergamonskega in nato Pontskega kraljestva, dokler leta 85 pr. n. št. niso prišli pod neposredno oblast Rimske republike in postali njen protektorat, ki so mu vladali marionetni kralji.
Čeprav so že od 2. stoletja pr. n. št. prišli pod močan helenistični vpliv in bili grecizirani, so ohranili svoj galatski jezik in močno kulturno identiteto.

## Plemena Galačanov
- Tektosagi v sredini, z Ancyro kot glavnim mestom.

- Tolistobogii na zahodu, z Pessinusom kot glavnim mestom, posvečenim Kibeli.

- Trokmi na vzhodu, z Taviumom kot glavnim mestom.

Vsako plemensko ozemlje je bilo razdeljeno na štiri kantone ali tetrarhije. Vsak od dvanajstih tetrarhov je imel pod seboj sodnika in generala. Svet naroda, sestavljen iz tetrarhov in tristo senatorjev, je bil periodično sklican v Drynemetonu.
Obstajali so tudi:
- Aigosages,[1] med Trojo in Kizikom[1]

- Daguteni,[1] v sodobni regiji Marmara okoli Orhaneli

- Inovanteni,[1] vzhodno od Trocnades

- Okondiani,[1] med Frigijo in Galatijo severovzhodno od sodobnega Akşehir Gölü

- Rigosages,[1] neznana lokacija